# The Last Rebel
The Last Rebel és el setè àlbum d'estudi de la banda estatunidenca Lynyrd Skynyrd i fou publicat el 16 de febrer de 1993.

## Llista de cançons
1. "Good Lovin's Hard To Find" – 3:55
2. "One Thing" – 5:13
3. "Can't Take That Away" – 4:19
4. "Best Things in Life" – 3:54
5. "The Last Rebel" – 6:47
6. "Outta Hell in My Dodge" – 3:47
7. "Kiss Your Freedom Goodbye" – 4:46
8. "South of Heaven" – 5:15
9. "Love Don't Always Come Easy" – 4:34
10. "Born To Run" – 7:25

## Personal
- Gary Rossington – guitarra
- Ed King – guitarra
- Johnny Van Zant – cantant
- Leon Wilkeson – baix
- Billy Powell – piano, orgue Hammond, sintetitzador
- Randall Hall – guitarra
- Kurt Custer – bateria, plats, percussió
- Dale Krantz-Rossington – veus addicionals